# C.J. Hobgood
Clifton James Hobgood, más conocido como C.J. Hobgood, es un surfista profesional nacido el 6 de julio de 1979 en Melbourne, Florida, Estados Unidos. Es hermano de Damien Hobgood, también surfista profesional del ASP. C.J. es conocido además por su apodo, Ceej.

## Carrera profesional
CJ comenzó a surfear con 6 años y a competir con 12. Al igual que su hermano, se formó en campeonatos juveniles y ganó algunos de ellos como los ESA Championships en 1991, el campeonato nacional junior de la NSSA de 1995 y el de adultos de 1997.
Entró en el ASP World Tour en 1999, un año antes que Damien y fue nombrado "Novato del Año" (Rookie of the Year) y fue el primero de los hermanos en ganar un evento profesional, el Rip Curl Hossegor, Francia. En 2001 se proclamó campeón del mundo, a pesar de que no ganó ninguno de los eventos de ese año. La competición fue clausurada a falta de tres eventos para su finalización, debido a los atentados terroristas del 11 de septiembre y CJ fue coronado campeón.

## Victorias
A continuación, el desglose, de sus victorias en los eventos de cada año:
- 2008

- Billabong Pro Mundaka 

- O'neill World Cup of Surfing, Sunset Beach, Hawái,(WQS)
- 2004

- Billabong Pro Teahupoo - Tahití

- Japan Quiksilver Pro, Chiba - Japón
- 2000

- Hossegor Rip Curl Pro, Hossegor - Francia